# La Ferté-Beauharnais
 La Ferté-Beauharnais  es una población y comuna francesa, en la región de Centro, departamento de Loir y Cher, en el distrito de Romorantin-Lanthenay y cantón de Neung-sur-Beuvron.

## Demografía
| 468 | 454 | 392 | 400 | 442 | 463 | 516 |
| Para los censos de 1962 a 1999 la población legal corresponde a la población sin duplicidades (Fuente: INSEE [Consultar]) |     |     |     |     |     |     |